# Vincetoxicum hirundinaria

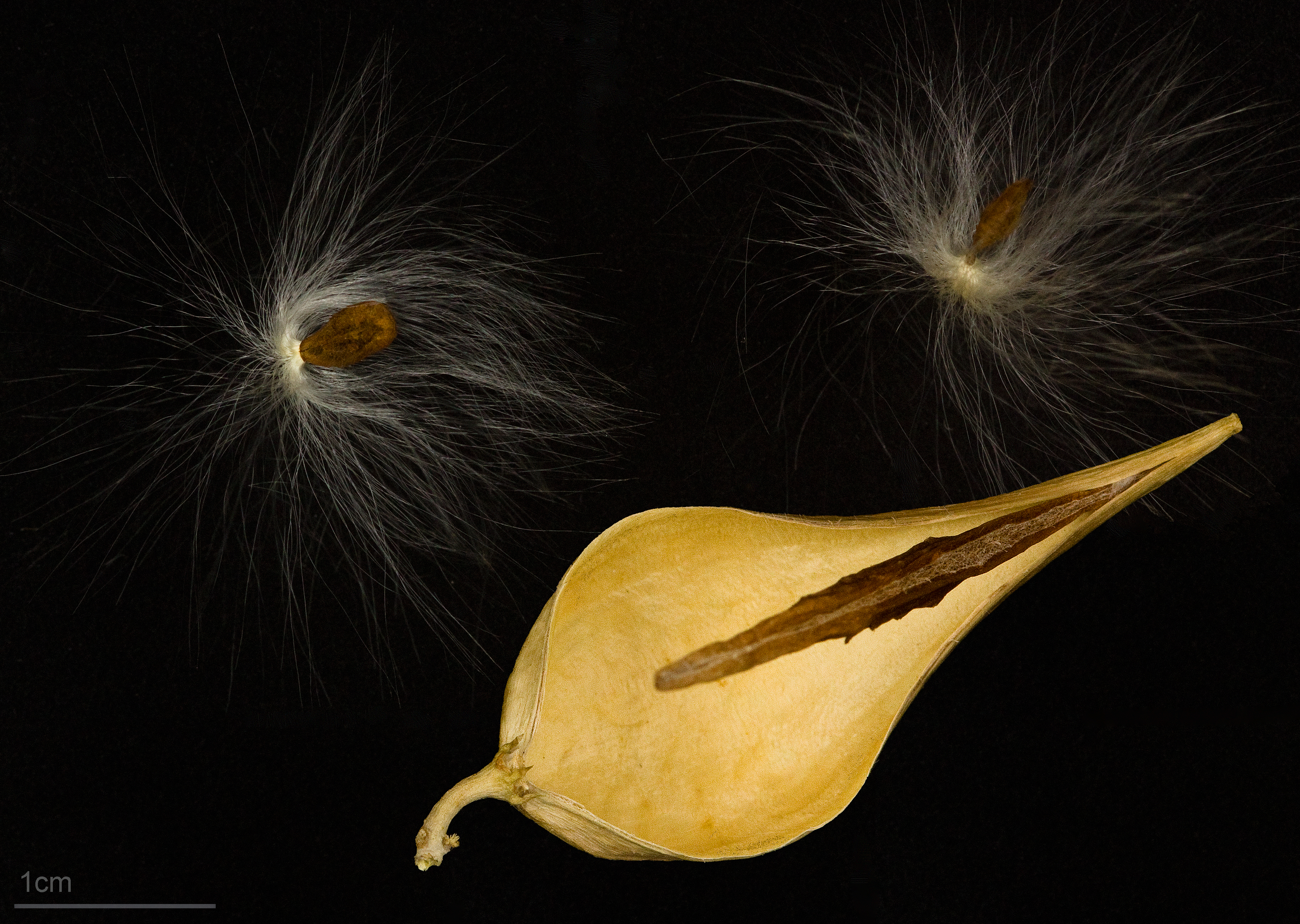
Vincetoxicum hirundinaria

Il vincetossico (Vincetoxicum hirundinaria Medik., 1790) è una pianta erbacea perenne della famiglia Apocynaceae.

## Distribuzione e habitat
È nativa dell'Eurasia continentale ove popola rupi e scarpate, specialmente su suoli calcarei.
È stata introdotta in Nordamerica (Ontario, Michigan e New York).